# Ravenheart
Ravenheart — второй студийный альбом немецкой симфо-метал-группы Xandria, выпущенный 24 мая 2004 года.
Запись Ravenheart происходила в бельгийской студии Pleasurepark Studios с декабря 2003 по февраль 2004 года. После успеха дебютного альбома, музыканты больше экспериментировали со стилем и реализовали идеи, которые не могли войти в стилистически „более ровный“ Kill the Sun. В целом альбом получил благосклонные отзывы критиков и достиг 36 строки в немецких чартах, продержавшись в топ-100 семь недель.
Это последний альбом группы, в записи которого участвовал Роланд Крюгер — после релиза басист покинул группу.

## Список композиций
| №   | Название                            | Текст песни     | Музыка                                     | Длительность |
| --- | ----------------------------------- | --------------- | ------------------------------------------ | ------------ |
| 1.  | «Ravenheart»                        | Л. Миддельхауфе | М. Хойбаум, Л. Миддельхауфе                | 3:44         |
| 2.  | «The Lioness»                       | Л. Миддельхауфе | М. Хойбаум, Л. Миддельхауфе                | 4:49         |
| 3.  | «Back to the River»                 | М. Хойбаум      | М. Хойбаум                                 | 3:35         |
| 4.  | «Eversleeping»                      | Л. Миддельхауфе | Л. Миддельхауфе                            | 3:40         |
| 5.  | «Fire of Universe»                  | Л. Миддельхауфе | М. Хойбаум, Л. Миддельхауфе                | 3:33         |
| 6.  | «Some Like It Cold»                 | Л. Миддельхауфе | М. Хойбаум, Л. Миддельхауфе                | 3:56         |
| 7.  | «Answer»                            | Л. Миддельхауфе | М. Хойбаум                                 | 4:45         |
| 8.  | «My Scarlet Name»                   | Л. Миддельхауфе | М. Хойбаум, Ф. Рестемайер, Л. Миддельхауфе | 5:22         |
| 9.  | «Snow-White»                        | Л. Миддельхауфе | М. Хойбаум                                 | 4:07         |
| 10. | «Black Flame»                       | М. Хойбаум      | М. Хойбаум                                 | 3:29         |
| 11. | «Too Close to Breathe»              | Л. Миддельхауфе | Р. Крюгер, Г. Ламм, Л. Миддельхауфе        | 4:38         |
| 12. | «Keep My Secret Well»               | Л. Миддельхауфе | Л. Миддельхауфе                            | 4:15         |
| 13. | «Ravenheart» (enhanced bonus track) |                 |                                            |              |